# Hạ Vũ
Vũ (tiếng Trung: 禹; bính âm: Yǔ; 2298 TCN – 2198 TCN), thường được gọi Đại Vũ (大禹), Hạ Vũ (夏禹), tên Văn Mệnh (文命), là một vị vua huyền thoại ở Trung Quốc thời cổ đại. Ông nổi tiếng về việc chống lũ, xác lập chế độ cha truyền con nối ở Trung Quốc bằng cách thành lập nhà Hạ và nhân cách đạo đức ngay thẳng của mình.
Rất ít hồ sơ ghi chép về sự trị vì của ông trong lịch sử Trung Quốc. Bởi vì điều này, phần lớn các thông tin về cuộc sống và triều đại của ông xuất phát từ các câu chuyện bằng miệng và những câu chuyện đó đến từ các vùng khác nhau của Trung Quốc mà phần lớn trong số đó được thu thập trong Sử ký của Tư Mã Thiên. Vũ cùng Nghiêu, Thuấn được dựng thành hình mẫu tiêu biểu của minh quân thời kỳ đầu Thượng cổ Trung Hoa, là những vị thánh quân được ca ngợi bởi Khổng Tử.
Người đời sau ngưỡng mộ công tích sự nghiệp và đức độ của ông, cùng với Thành Thang và Chu Vũ vương hợp xưng làm Tam vương (三王). Người đời đều ca ngợi sự nghiệp của những người đã tạo ra 3 triều đại lớn là nhà Hạ, nhà Thương và nhà Chu nên Tam vương thường được hợp xưng với Nghiêu, Thuấn được gọi chung là Nhị đế Tam vương (二帝三王).
Đạo giáo tôn ông là Thủy Quan Đại Đế, thần đản là ngày tiết Hạ Nguyên.

## Dòng họ và tuổi trẻ
Theo sách Thượng thư và Sử ký Tư Mã Thiên, tên khi sinh của Đại Vũ là Văn Mệnh (文命), ông là cháu tám đời của Hiên Viên Hoàng Đế; cha của Văn Mệnh là Cổn, là cháu năm đời của Chuyên Húc. Cha của Chuyên Húc là Xương Ý, con thứ năm của Hiên Viên Hoàng Đế. Riêng Thế bản cho rằng Cổn là con trai của Chuyên Húc. Vũ đã được sinh ra tại núi Vấn Sơn (tiếng Trung: 汶山), nay thuộc Bắc Xuyên, tỉnh Tứ Xuyên, mặc dù có ý kiến cho rằng ông được sinh ra ở Thập Phương. Mẹ của Văn Mệnh là Nữ Chí thuộc bộ tộc Hữu Sằn.
Khi còn là một đứa trẻ, cha Vũ là Cổn di chuyển người dân về phía đông Trung Nguyên. Vua Nghiêu phong cho Cổn làm người đứng đầu ở địa điểm thường được xác định là gần núi Tung Sơn. Vũ do đó được cho là lớn lên trên sườn Tung Sơn, phía nam sông Hoàng Hà. Sau đó, ông kết hôn với một người phụ nữ thuộc bộ tộc Đồ Sơn, sách Ngô Việt Xuân thu chép là Nữ Kiều (女嬌)

## Trị thủy

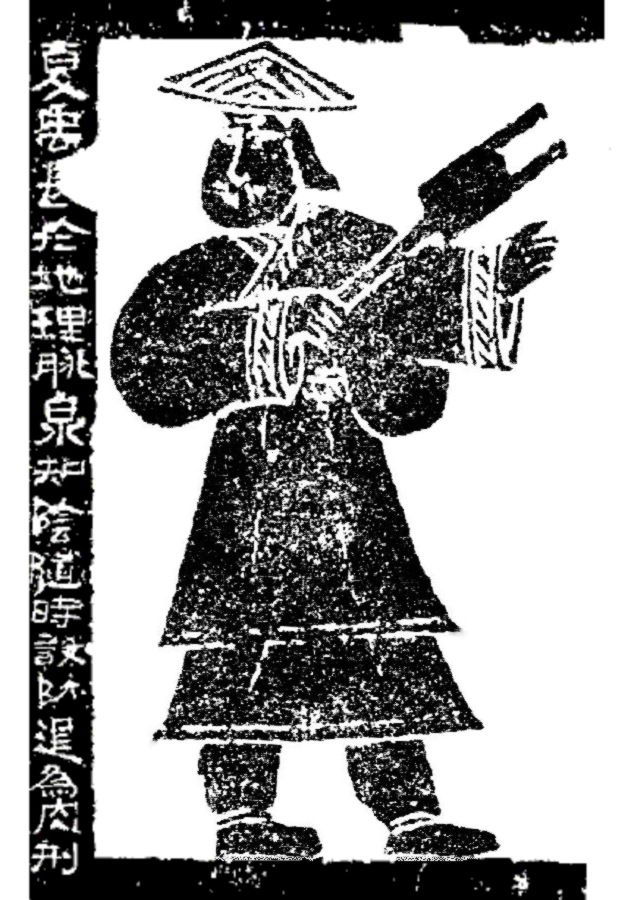
Vua Vũ, tranh tường thời nhà Hán.

Theo truyền thuyết, Vũ là vị vua đầu tiên của nhà Hạ trong lịch sử Trung Quốc, được coi là người sáng lập ra triều đại này. Ông được nhớ tới nhiều nhất với tư cách là người đã có công phát triển kỹ thuật trị thủy chinh phục các sông ngòi Trung Quốc.
Trong suốt triều đại của Nghiêu, vùng trung tâm Trung Quốc thường xuyên bị ảnh hưởng bởi lũ lụt đã ngăn cản phát triển kinh tế và xã hội. Cha Vũ là Cổn được giao nhiệm vụ xây dựng hệ thống kiểm soát lũ lụt. Ông đã trải qua chín năm xây dựng một loạt các tuyến đê và đập nước dọc theo bờ sông, nhưng không đạt hiệu quả nên bị Thuấn sai Chúc Dung giết chết ở Vũ Giao (羽郊). Khi ở tuổi vị thành niên, Vũ tiếp tục công việc của cha và đã thực hiện một nghiên cứu cẩn thận các hệ thống sông trong một nỗ lực để tìm hiểu lý do tại sao những nỗ lực tuyệt vời của cha ông đã không thành công.
Phối hợp với Hậu Tắc, Bá Ích và Ứng Long, Vũ đã thành công trong việc phát minh ra một hệ thống kiểm soát lũ lụt rất quan trọng trong việc xây dựng sự thịnh vượng của khu trung tâm Trung Quốc. Thay vì trực tiếp đắp đập ngăn dòng chảy của sông, ông đã thực hiện một hệ thống kênh mương thủy lợi thuyên giảm nước lũ vào các cánh đồng, cũng như chi tiêu lớn trong nỗ lực nạo vét lòng sông. Vũ được cho là đã ăn và ngủ chung với các nhân viên và dành hầu hết thời gian cá nhân của mình để hỗ trợ công tác nạo vét dải phù sa của con sông trong 13 năm cho đến khi dự án hoàn thành.
Việc nạo vét thủy lợi đã thành công và cho phép văn hóa Trung Hoa cổ đại phát triển dọc theo sông Hoàng Hà, sông Vị và đường thủy của vùng trung tâm Trung Quốc. Dự án này đã khiến Vũ nổi tiếng trong suốt lịch sử Trung Quốc, và được gọi trong lịch sử Trung Quốc là Đại Vũ trị thủy (tiếng Trung: 大禹治水; bính âm: Dà Yǔ Zhì Shuǐ). Đặc biệt, núi Long Môn dọc theo sông Hoàng Hà đã có một kênh rất hẹp đã chặn nước chảy tự do về phía đông hướng đến đại dương. Vũ được cho là đã mang lại một số lượng lớn người lao động để mở kênh này, và được biết đến như là "Vũ Môn Khẩu" (tiếng Trung: 禹門口).

## Huyền thoại
Trong một phiên bản thần thoại của câu chuyện này, công việc của Vũ được hỗ trợ nhờ một con rồng màu vàng và một con rùa màu đen (không nhất thiết có liên quan đến Huyền Vũ của thần thoại Trung Quốc). Có huyền thoại địa phương nói rằng ông tạo ra Tam Môn Hiệp của Tứ Xuyên gần sông Dương Tử bằng cách cắt một sườn núi bằng rìu chiến thần để kiểm soát lũ lụt.
Những câu chuyện cổ nói rằng Vũ đã hy sinh rất nhiều để kiểm soát lũ lụt. Ông được giao nhiệm vụ chống lũ. Trong suốt 5 năm chống lũ, ông đi ngang qua nhà của mình ba lần nhưng đều không bước vào trong. Gia đình thúc giục Vũ trở về nhà thành thân nhưng ông nói từ chối vì lũ lụt vẫn xảy ra. Vũ đều từ chối đi về nhà, nói rằng vì lũ lụt đã khiến vô số người vô gia cư, ông chưa thể nghỉ ngơi được.

## Trị vì

Chín châu hoặc tỉnh, theo cách nhìn tái tạo.

Vua Thuấn rất ấn tượng trước những công việc kỹ thuật và nỗ lực của Vũ và đã đưa ông lên ngôi chứ không phải con trai mình là Thương Quân. Vũ được cho là lúc đầu từ chối ngôi vua, nhưng do quá nổi tiếng với các thủ lĩnh địa phương nên ông đã đồng ý để trở thành vua ở tuổi 57 (theo Trúc thư kỉ niên thì Hạ Vũ bức ép Thuấn nhượng vị). Ông dựng đô ở Dương Thành (tức An Ấp thời Chiến Quốc), di tích của nó nay thuộc huyện Hạ ở phía nam tỉnh Sơn Tây, trở thành người sáng lập nhà Hạ, truyền thống coi là triều đại đầu tiên của Trung Quốc.
Trong Sử Trung Quốc (1997), Nguyễn Hiến Lê có viết:
"Thời đó đâu có đủ dân, đủ khí cụ làm công việc vĩ đại như vậy, bất quá Vũ chỉ "sửa sang ngòi lạch" như Khổng Tử nói trong bài VIII - 21 (Luận ngữ) để bớt ứng thủy thôi. Nhưng Khổng Tử cũng khen Vũ lắm, bảo không chê y vào đâu được vì Vũ sống đạm bạc mà cúng tế quỷ thần thì trọng hậu (ta nên hiểu là đời sống chất phác, và rất tin quỷ thần)". Có thuyết nói rằng, Vũ thân là rồng đen và nhờ các mối quan hệ mà kêu gọi thánh thần giúp đỡ.
Công việc trị thủy của Vũ được cho là đã làm cho ông quen thuộc với tất cả các khu vực mà sau này là lãnh thổ của người Hán. Theo Kinh Thư, ông chia nước thành 9 châu hoặc tỉnh. Đó là Ký Châu (冀州), Duyện Châu (兗州), Thanh Châu (青州), Từ Châu (徐州), Dương Châu (揚州), Dự Châu (豫州), Kinh Châu (荊州), Lương Châu (涼州) và Ung Châu (邕州).
Tuy nhiên sách Chu lễ cho rằng không có Từ Châu hoặc Lương Châu mà thay vào đó là U Châu (幽州) hoặc Tịnh Châu (并州), còn sách Nhĩ Nhã thì cho là không có Thanh Châu và Lương Châu mà thay vào đó là U Châu (幽州) và Doanh Châu (營州). Dù bằng cách nào thì vẫn có chín đơn vị. Một khi ông nhận được đồng từ 9 vùng lãnh thổ này, ông đã tạo ra chín cái đỉnh được gọi là Cửu đỉnh. Vũ sau đó thành lập kinh đô tại Dương Thành (阳城). Theo Trúc thư kỉ niên, Vũ đã giết chết một trong những nhà lãnh đạo miền Bắc là Phòng Phong (防风) để củng cố ngai vàng.
Theo Sử ký, từ thời Thuấn và Vũ, chế độ cống thuế đã hoàn thiện.

## Truyền ngôi
Trước thời vua Vũ, ngôi vua được kế tiếp cho người nào được cộng đồng coi là có đạo đức cao nhất, chứ không phải là truyền cho con. Ban đầu, Hạ Vũ đã chọn người hiền tài là Cao Dao thay mình, nhưng Cao Dao mất sớm nên ông chọn con Cao Dao là Bá Ích.
Theo chính sử, con trai vua Vũ, Khải, đã chứng minh được khả năng của mình, được nhiều người ủng hộ hơn Bá Ích và trở thành người thừa kế ngôi báu của cha, đánh dấu sự khởi đầu của một triều đại mới là Nhà Hạ, triều đại đầu tiên của phong kiến Trung Quốc. Nó đã trở thành một hình mẫu cai trị dựa trên thừa kế ở Trung Quốc.

## Qua đời

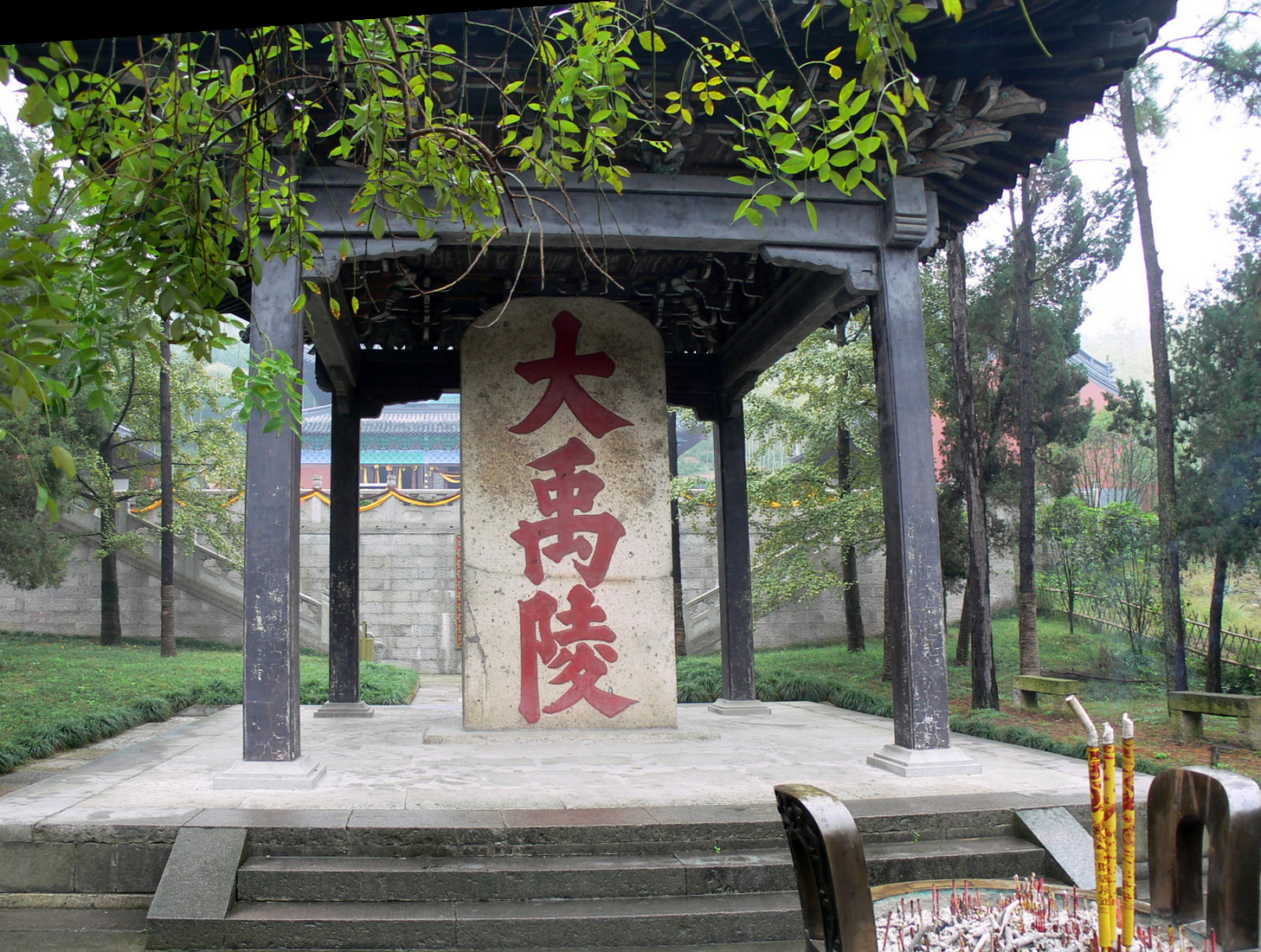
Lăng mộ của Vũ ở Thiệu Hưng

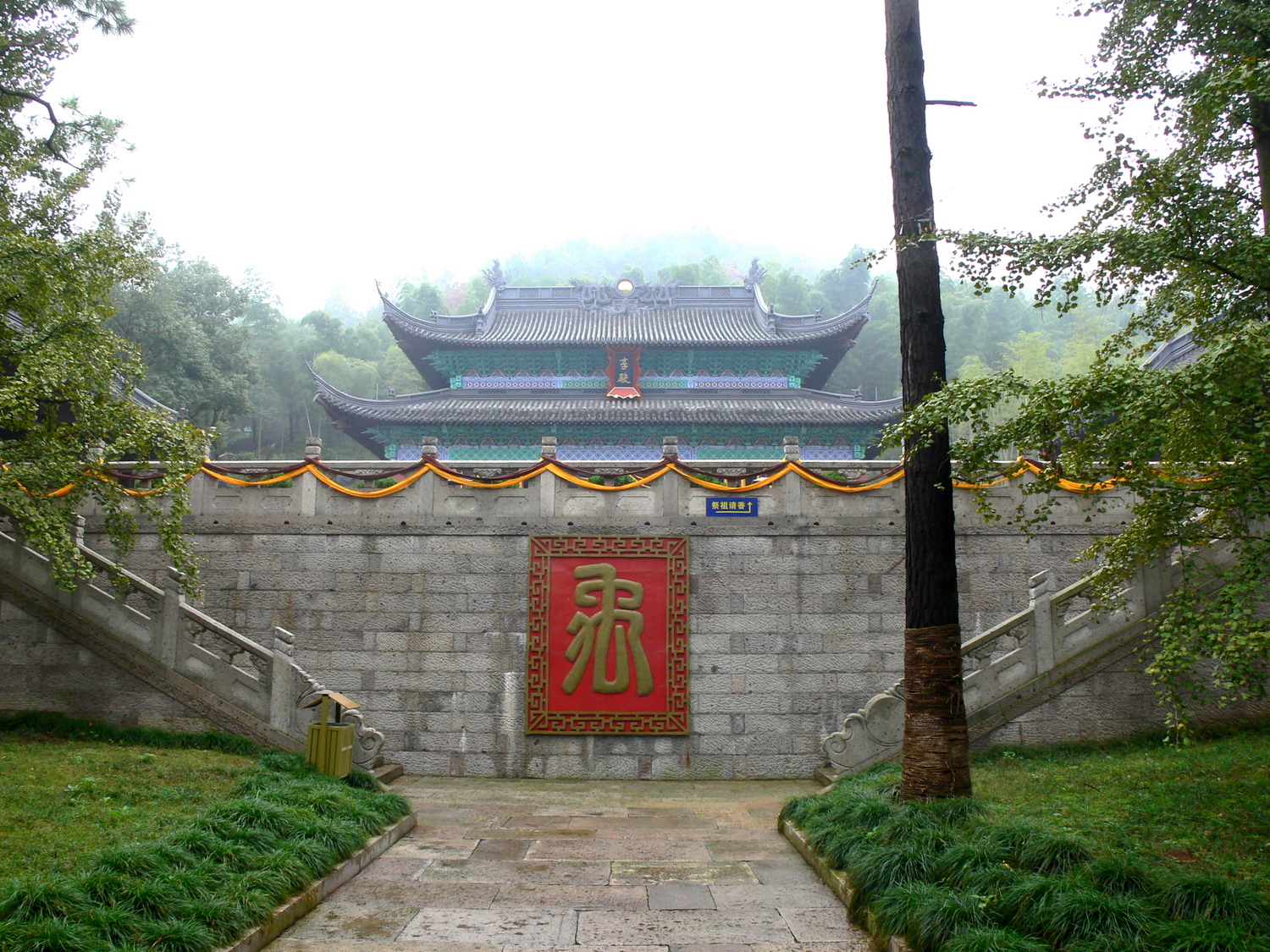
Đền thờ Vũ trong lăng

Theo Trúc thư kỷ niên, ông cai trị nhà Hạ trong 45 năm và theo Việt tuyệt thư, ông qua đời vì bệnh. Ông được tin là mất ở núi Cối Kê ở phía nam Thiệu Hưng hiện nay trong đi săn bắn và hội họp chư hầu ở Giang Nam. Theo giải thích của Sử ký, Cối Kê là việc hội họp chư hầu và khảo sát thành tích (會計; Cối kế). Lăng Đại Vũ ngày nay được biết đến là lần đầu tiên được xây dựng trong thế kỷ 6 vào thời Nam triều để vinh danh ông. Nó nằm cách thành phố Thiệu Hưng khoảng 4 km về phía đông nam. Hầu hết các cấu trúc được xây dựng lại nhiều lần sau đó, gồm Vũ lăng, Vũ từ và Vũ miếu. Nhiều bức tượng thể hiện ông đang mang loại cày cổ xưa (耒耜). Một số hoàng đế sau này đã đi tới đó thực hiện các nghi lễ tưởng niệm ông, đặc biệt có cả Tần Thủy Hoàng.

## Trong văn hóa đại chúng

### Xã hội
Trong thời kì Trung Hoa Dân Quốc, Tôn Trung Sơn hình dung ra kế hoạch kiểm soát lũ bao gồm việc xây dựng một con đập 30 triệu mã lực trên sông Trường Giang. Tuy nhiên kế hoạch không được thực hiện do Quốc Dân Đảng Trung Quốc đang có chiến tranh với Nhật Bản và Đảng Cộng sản Trung Quốc.
Thị trấn Bắc Xuyên, Vấn Xuyên và Đô Giang Yển ở Tứ Xuyên đều tuyên bố là nơi sinh của Vũ.

### Phim truyền hình
Đại Vũ, đóng bởi Vince Crestejo, là trưởng lão của System Lords trong phim truyền hình khoa học viễn tưởng Stargate SG-1. Ông không đảm nhận vai trò của một vị thần, mà là một trong những vị hoàng đế đầu tiên của Trung Quốc, nổi bật cho những ảnh hưởng tích cực được thực hiện trong suốt triều đại của ông.
Trong chương trình, ông được giới thiệu như là Đại Vũ (Yu the Great) trong Fair Game, và Ngọc Hoàng Thượng đế (Yu-huang Shang Ti) cao quý trong Summit, vốn là một hình tượng riêng biệt trong thần thoại Trung Quốc.